# Pyrrhula
Pyrrhula là một chi chim trong họ Fringillidae.

## Các loài
- Pyrrhula nipalensis Hodgson, 1836
- Pyrrhula leucogenis Ogilvie-Grant, 1895
- Pyrrhula aurantiaca Gould, 1858
- Pyrrhula erythrocephala Vigors, 1832
- Pyrrhula erythaca Blyth, 1862
- Pyrrhula pyrrhula Linnaeus, 1758
- Pyrrhula murina Godman, 1866